# Podzimu
Podzimu (v originále To Autumn) je báseň anglického romantického básníka Johna Keatse, napsaná v roce 1819, sedmnáct měsíců před básníkovou smrtí.
Publikována byla v roce 1820. K jejímu napsání Keatse inspirovala podzimní procházka po travnatém říčním břehu u anglického Winchesteru. Traduje se příběh, že Keats nebyl schopen soustředit se na svou práci, protože dcera paní domácí, u které měl pronajatý pokoj, cvičila na housle. Keats proto opustil dům a šel se projít směrem k Winchester College. Po návratu okamžitě napsal celou báseň.Báseň má tři sloky o jedenácti řádcích, v nichž jsou popisovány nálady, barvy a zvuky podzimu. Třetí sloka popisuje konec dne pozdního podzimu, a proto je možné v ní nalézt sloh, symboly a slovní zásobu, jež v sobě nesou negativní vyznění (truchlící „mraky much, jepic“ zde vyznívají jako rekviem pro Keatse samotného).